# 안류
안류(晏留, ?~?)는 고구려의 관리이다.

## 생애
어비류(於卑留)와 좌가려(左可慮)의 반란이 진압된 뒤 새로운 관리로 고구려의 4부(部)가 동부의 그를 추천했다. 하지만 그는 이를 사양하고 을파소(乙巴素)를 추천했으며, 그 공으로 그는 대사자(大使者)에 제수되었다.